# Rudi Knez
Rudolf »Rudi« Knez, slovenski hokejist, * 12. september 1944, Jesenice, † 5. avgust 2022.
Knez je bil dolgoletni član kluba HK Acroni Jesenice. V sezoni 1960/61 je s šestnajstimi leti debitiral pri HK Kranjska Gora, od sezone 1966/76 pa je branil za prvo ekipo Jesenic, s katero je osvojil sedem naslov državnega prvaka in zanjo branil na 312-ih tekmah.
Za jugoslovansko reprezentanco je nastopil na Olimpijskih igrah 1968 v Grenoblu in 1972 v Saporu ter osmih svetovnih prvenstvih. Za reprezentanco je branil na 115-ih tekmah.